# ديزان (دشتابي الغربي)
دیزان (بالفارسية: دیزان) هي قرية تقع في إيران في قسم دشتابي الغربي الريفي. يقدر عدد سكانها بـ 393 نسمة .